# Städtisches Klinikum Dresden
Das Städtische Klinikum Dresden, bestehend aus 40 Kliniken und Instituten, bietet mit seinen vier Standorten und der Medizinischen Berufsfachschule eine umfassende medizinische Versorgung für die Menschen in der Landeshauptstadt Dresden und der Region. Etwa 3.600 Mitarbeiter versorgen wohnortnah jährlich 60.000 Patienten stationär und 129.000 ambulant.
Als Akademisches Lehrkrankenhaus der Technischen Universität Dresden bildet das Klinikum Medizinstudenten aus.

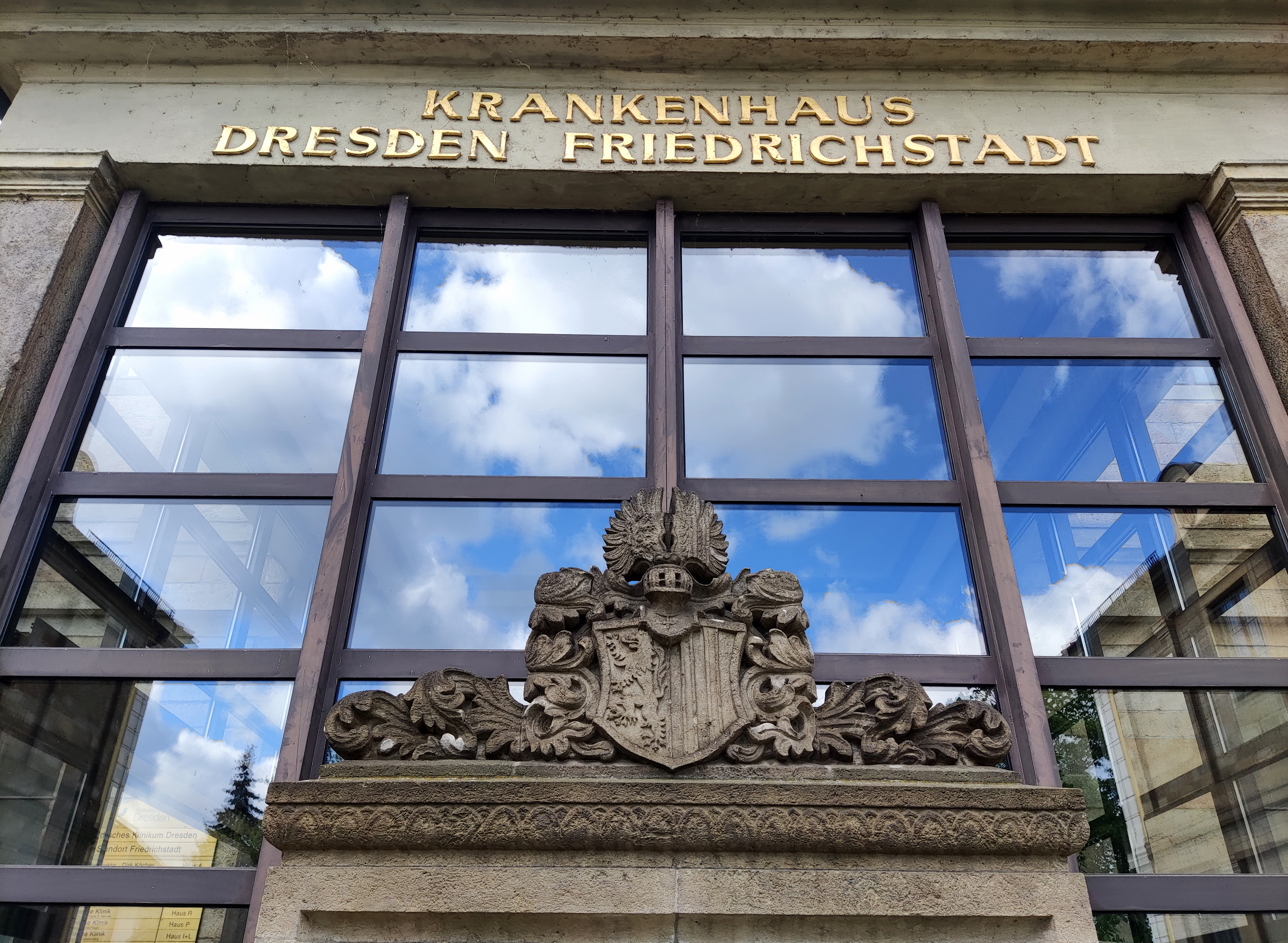
Symbolbild – Krankenhaus Dresden-Friedrichstadt

## Geschichte

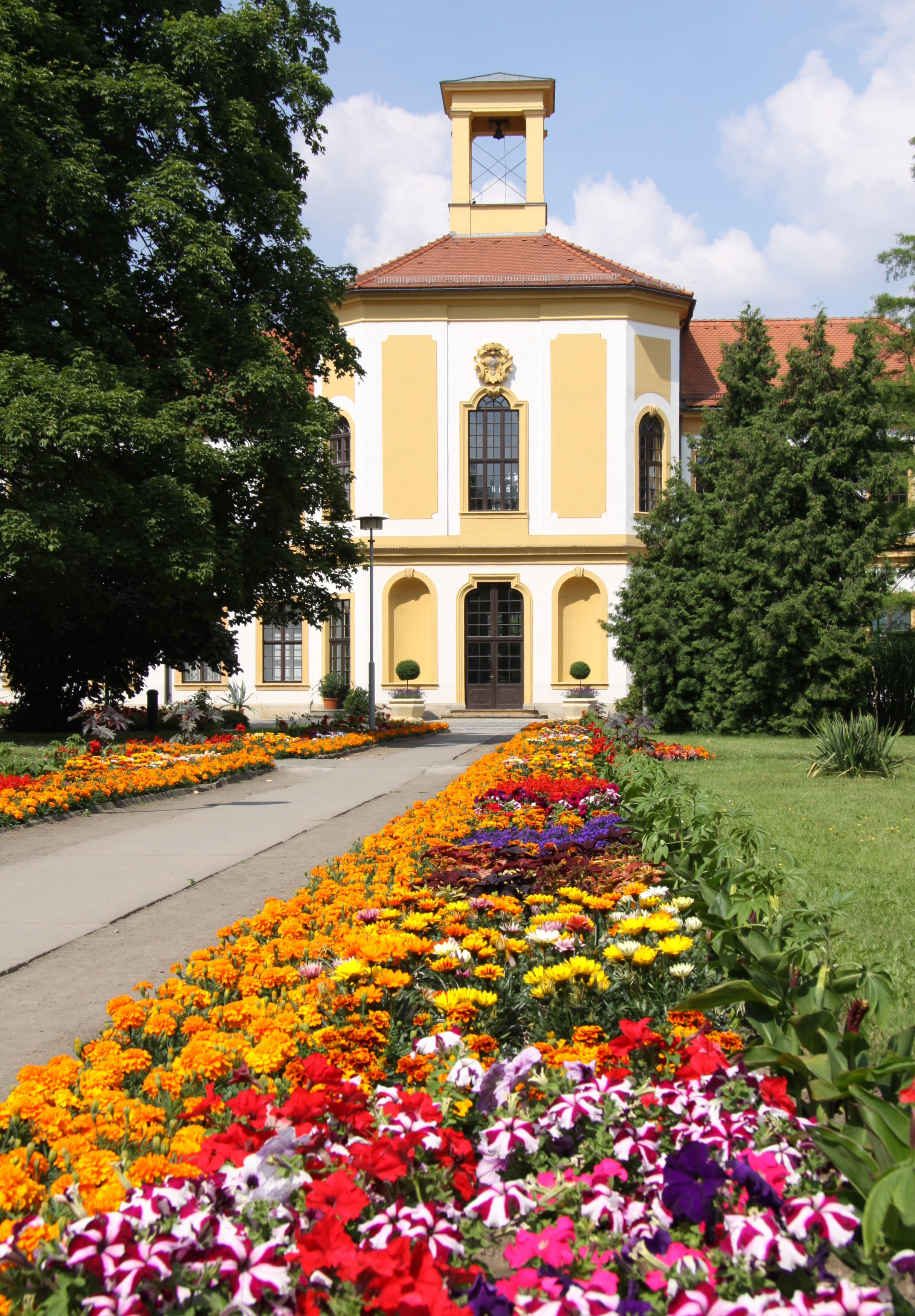
Marcolini-Palais

Das Städtische Klinikum Dresden ist zum 1. Januar 2017 aus dem Krankenhaus Dresden-Friedrichstadt, Städtisches Klinikum und dem Krankenhaus Dresden-Neustadt als Eigenbetrieb der Stadt Dresden hervorgegangen. Die beiden städtischen Häuser haben im Januar 2017 zu einem Klinikum unter gemeinsamer kaufmännischer, medizinischer und pflegerischer Leitung fusioniert.
Ursprung auf der „Viehweide“
Am 21. Juni 1568 wurde der Grundstein für ein Lazarett, das sich ab 1799 Stadtkrankenhaus nannte, außerhalb der Stadtmauer Dresdens auf der „Viehweide“ gelegt. Das entspricht heute dem Raum zwischen dem Kraftwerk Mitte und dem Wettiner Platz.
Stadtkrankenhaus zieht in die Friedrichstadt
Ende 1845 erwarb der Rat der Stadt Dresden das Palais des Grafen Marcolini und baute es um. Im Palais (Altes Haus) wurden unter anderen 53 Krankenzimmer eingerichtet. Etwa 120 Patienten verlegte man vom alten Stadtkrankenhaus in das neue. Eröffnet wurde der neue Standort am 27. November 1849. Die Zeitung sprach von einer „großartigen und höchst zweckmäßig eingerichteten Anstalt, der Residenz würdig“.
Das Krankenhaus war zu dieser Zeit in zwei klinische Abteilungen für innere und äußere Krankheiten gegliedert. Ab 1850 verfügte die Klinik als erste Städtische Anstalt in Deutschland über eine Prosektur (Pathologie).
Ergänzungsbauten im 19. Jahrhundert
Nach einer Choleraepidemie wurde 1855 aufgrund des steigenden Bedarfs die Baulücke am Ostflügel des Alten Hauses geschlossen und ein Isolierhaus erbaut. 1866 entstanden zwei Lufthäuser im Park, die nur von Mai bis Oktober belegt waren. Der Bau des Neuen Hauses (Haus N) erfolgte von 1871 bis 1874. Neben Haus N entstanden vier Pavillons, außerdem wurden ein neues Küchengebäude, eine Wäscherei und ein Kesselhaus gebaut. 1880 erwarb die Stadt Dresden das Manteuffelsche Brauhaus (Friedrichstraße/Ecke Bräuergasse) und richtete darin ein Beamtenwohnhaus ein (aktuell wird es zum Ärztehaus für Praxen umgebaut). 1886 baute man zwei Isolierhäuser (Haus I und Haus K) für Infektionskranke. Im Jahr 1888 erhielt das Krankenhaus die ehemalige 3. Bezirksschule zugewiesen, die als Haus L die Äußere Abteilung aufnahm.
Zweitgrößte Krankenanstalt in Sachsen und beinah Akademie
Bis zum Jahr 1890 stieg im Krankenhaus Friedrichstadt die Bettenzahl auf 762, damit war es nach dem Jacobs-Hospital in Leipzig die zweitgrößte Krankenanstalt in Sachsen. Um kurzfristig mehr Raum zu gewinnen, entstanden in der Nähe des heutigen Hauses S zwei Wellblechbaracken. Das Haus M mit 104 Betten und einer Gebärstation im Dachgeschoss entstand 1893. Im selben Jahr beschloss man den Bau eines neuen Anatomiegebäudes, dessen Übergabe zwei Jahre später erfolgte. Nachdem die Königliche Frauenklinik nach Johannstadt gezogen war, gliederte man deren Gebäude (Haus P) 1903 dem Friedrichstädter Krankenhaus an. In den 272 Betten brachte man die II. Innere Abteilung unter. 1912 wurde ein umfassendes Umbauprojekt vorgestellt, da in Friedrichstadt eine Medizinische Akademie gegründet werden sollte. Der I. Weltkrieg und später die Inflation bereiteten jedoch diesen Bauplänen ein Ende. Zwischen 1922 und 23 bekam die HNO-Abteilung mit Haus R ihr eigenes Haus. Mit Haus S entstand 1928 der letzte Neubau für fast 60 Jahre.
Größerer Bedarf nach 1945: Krankenhaus Dresden-Neustadt gegründet
Nach dem Ende des Zweiten Weltkrieges war die Schaffung stationärer Behandlungseinrichtungen eine der ersten Aufgaben der Stadt Dresden. Die Stadtverwaltung begann mit der Einrichtung von Hilfskrankenhäusern. Auf der Neustädter Seite gehörte dazu vor allem das ehemalige Wehrmachts-reservelazarett im Gebäude der 26. Volksschule auf der Wurzener Straße, das mit 125 Betten seit Mai 1945 als Krankenhaus Dresden-Neustadt genutzt wurde. Weitere 74 Betten standen damals in der Klotzscher Spezialklinik für Wirbeltuberkuloseerkrankungen und 25 im Oberlößnitzer Ermelhaus, einem von der Stadt Dresden durch gemeinnützige Stiftung 1893/94 geschaffenen Entbindungsheims für ledige Mütter, zur Verfügung. Den stärksten Zuwachs mit 360 Betten brachte die Einbeziehung des Güntzheimes Trachauer Industriestraße. Ursprünglich für ältere Ehepaare oder alleinstehende Rentner gedacht, verfügte es über insgesamt acht Pavillonbauten, die sich, durch einen Laubengang verbunden, um eine großzügig angelegte Grünfläche verteilten. Die Konzeption der Anlage war sehr fortschrittlich und besaß bereits wichtige technische und hygienische Einrichtungen. Das Krankenhaus Neustadt übernahm nach dem Krieg die Aufgaben eines Seuchen- und Infektionskrankenhauses. Allein zwei Häuser waren mit Poliomyelitis-Kranken belegt. Insgesamt acht „Eiserne Lungen“ waren im Laufe der Jahre dort in Betrieb. Dieser Standort blieb bis 2017 der Hauptstandort der Städtischen Krankenhauses Dresden-Neustadt.
Standortübergreifendes im Überblick
- 1996 – Städtische Krankenhäuser Dresden-Friedrichstadt und Dresden-Neustadt werden Akademische Lehrkrankenhäuser der Technischen Universität Dresden
- 2009 – Fusion der Krankenhausapotheken (1889 gegründet) der Städtischen Krankenhäuser Dresden-Friedrichstadt und Dresden-Neustadt
- 2012 – nach Bürgerentscheid zur Beibehaltung der Rechtsform der städtischen Krankenhäuser in Dresden, Ernennung eines standortübergreifenden Verwaltungsdirektors
- 2017 – Fusion der beiden städtischen Krankenhäuser zu einem Eigenbetrieb, dem Städtischen Klinikum Dresden

Standortbezogene Informationen
Standort Friedrichstadt
Neubauten
- 1996 – Haus H: OP-Bereich, Intensiv- und Bettenstation (Gefäßchirurgie)
- 2002 – Haus B: Psychiatrie und Physiotherapie
- 2007 – Haus C: Interdisziplinäres Operatives Zentrum, OP-Bereich, Zentrale Notaufnahme, Intensiv- und Bettenstationen
- 2011 – Haus K: Haus der Sinne (Augen-, HNO-Heilkunde, Dermatologie)
- 2016 – Haus L: Onkologisches Zentrum
- 2018 – Haus N: Nachgeordnetes Operieren, Bettenstationen (Neuro- und Allgemeinchirurgie)

Kliniken
- 1874 – Hautklinik (Abteilung seit 1874)
- 1889 – Frauenklinik
- 1929 – HNO-Klinik (Abteilung seit 1909)
- 1947 – Augenklinik (erste Behandlung Augenkranker aber schon 1869)
- 1953 – I. Medizinische Klinik und II. Medizinische Klinik (1958 Kardiologisches Labor)
- 1967 – Radiologische Klinik
- 1975 – III. Medizinische Klinik
- 1975 – Klinische Chemie und Labormedizin (Wurzeln um 1900)
- 1975 – Physiotherapie (Wurzeln 1906)
- 1977 – Urologische Klinik (Wurzeln 1877/Maximilian Nitze)
- 1992 – Orthopädische Klinik
- 1992 – Klinik für Anästhesie und Intensivtherapie (seit 1969 eigenständige Abteilung)
- 1994 – Kliniken für Allgemein- und Abdominalchirurgie, Gefäßchirurgie (Wurzeln um 1980) und Unfallchirurgie (Wurzeln 1981) aus der Chirurgischen Klinik
- 1999 – Klinik für Psychiatrie und Psychotherapie (Wurzeln 1885)
- 2015 – Klinik für Neurochirurgie
- 2015 – IV. Medizinische Klinik

Standort Neustadt/Trachau
- 1948 – Profilierung zur internistisch-stationären Gesundheitseinrichtung
- 1949 – Aufbau einer Röntgenabteilung
- 1956 – Umzug der Abteilungen Chirurgie und Gynäkologie von der
- 1960 – Wurzener Straße in die Industriestraße
- 1956 – Gründung einer Kinderklinik
- 1969 – Gründung Klinik für Anästhesiologie und Intensivtherapie
- 1996 – Gründung Klinik für Neurologie
- 1997 – Eröffnung des ambulanten Sozialpädiatrischen Zentrums
- 1998 – Abschluss der Sanierung der Häuser H/G, Übergabe der Abteilung Infektiologie und Tropenmedizin
- 1999 – Fertigstellung Haus P (Akutgeriatrie/Mitarbeiterrestaurant)
- 2003 – Inbetriebnahme Funktionsgebäude Kopernikusstraße mit Interdisziplinärer Notfallaufnahme und der Klinik für Neurologie
- 2004 – Eröffnung neuer OP-Bereiche in Chirurgie und Frauenklinik
- 2004 – Teilung der Chirurgischen Klinik in die Klinik für Unfall- und Wiederherstellungschirurgie, Klinik für Allgemein- und Viszeralchirurgie sowie in die selbständige Abteilung für Neurochirurgie
- 2015 – Klinik für Plastische, Brust- und Ästhetische Chirurgie
- 2018 – Neu- und Umbau OP-ITS-Adipositas

Standort Weißer Hirsch
- 1972 – Angliederung der zuvor selbständigen Medizinischen Klinik Weißer Hirsch an das Krankenhaus Dresden-Neustadt
- 1989 – Grundsteinlegung Bettenhaus
- 1990 – Einrichtung der Klinik für Neuropsychiatrie (mit Tagesklinik) in Oberloschwitz, 1996 Umzug als Klinik für Psychosomatik und Psychotherapie in das Klinikum, Standort Weißer Hirsch
- 2001 – Umzug der Klinik für Psychiatrie und Psychotherapie Oberloschwitz in das Klinikum, Standort Weißer Hirsch

Standort Löbtau
- 2000 – Geriatrische Rehabilitationsklinik eröffnet

Medizinische Berufsfachschule
- 1938 – Schule zur Ausbildung von Krankenschwestern am heutigen Standort Friedrichstadt gegründet
- 1951 – Spektrum um Medizinisch-technische Assistenzausbildung erweitert
- 1957 – Schule zieht auf Bodelschwinghstraße 1 – 3
- 2005 – Neubau Laborgebäude

## Ausbildung
Das Städtische Klinikum Dresden engagiert sich seit 1892 in der praktischen Ausbildung der Ärzte und seit 1996 ist es Akademisches Lehrkrankenhaus der Technischen Universität Dresden. Die Medizinische Berufsfachschule am Klinikum bildet seit 1942 Pflegepersonal und seit 1951 Medizinisch-Technische Labor- und Radiologieassistenten aus. Damit erlernen dort über 600 Auszubildende einen Pflege- oder medizinischen Assistenzberuf.

## Kliniken und Institute

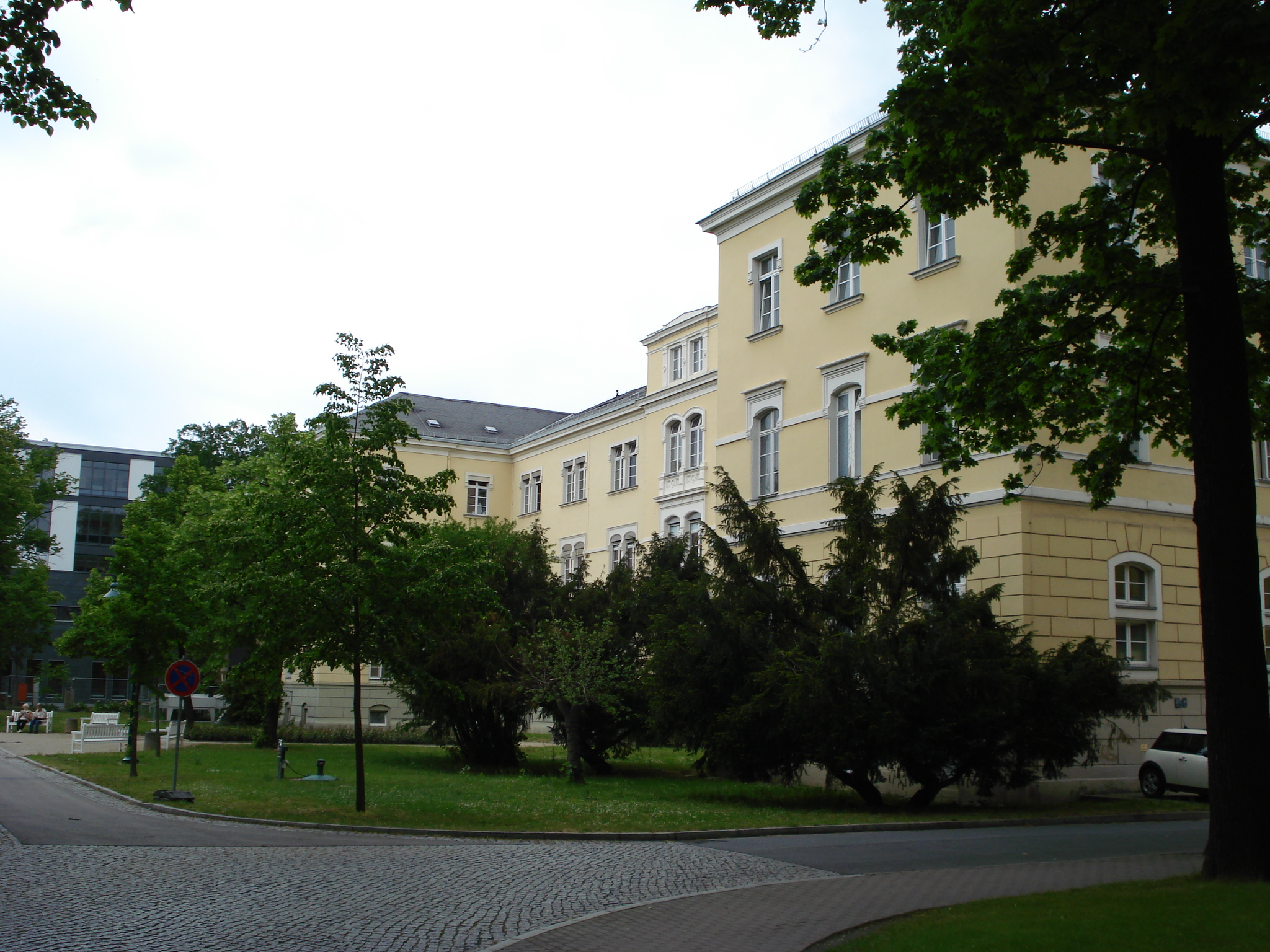
Klinikgelände

Über 45 Kliniken und Institute ermöglichen eine hohe Spezialisierung und ein umfassendes Leistungsspektrum in nahezu allen medizinischen Fachdisziplinen. Von herausragender Bedeutung ist die interdisziplinäre Zusammenarbeit, die in den zertifizierten Kompetenzzentren praktiziert wird.

### Kliniken
- I. Medizinische Klinik
- II. Medizinische Klinik

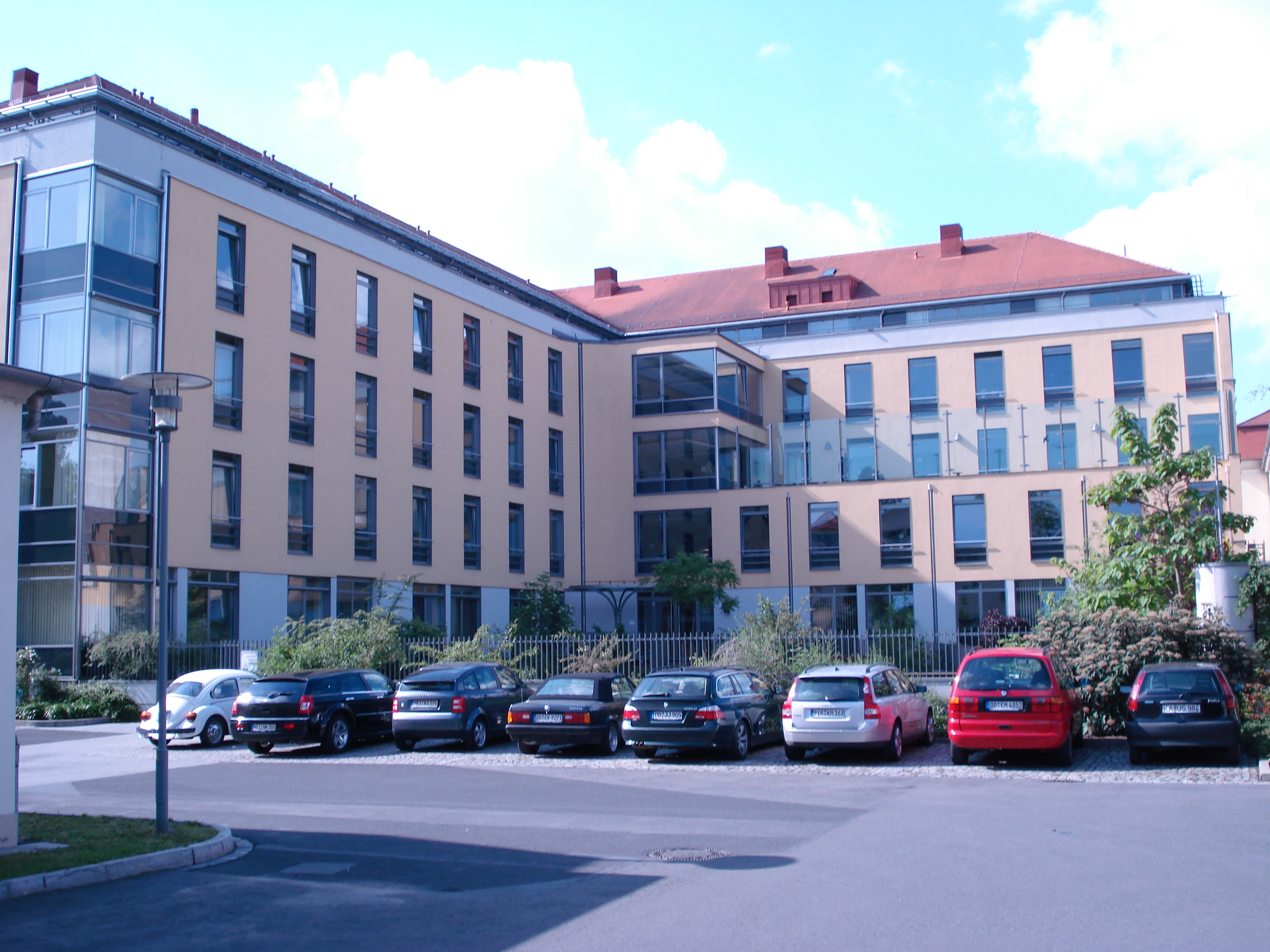
Rückseite Haus B mit Patientengarten

- III. Medizinische Klinik, einschließlich Reisemedizin
- IV. Medizinische Klinik
- V. Medizinische Klinik
- Kliniken für Allgemein- und Viszeralchirurgie´
- Klinik für Thoraxchirurgie
- Klinik für Gefäßchirurgie, vaskuläre und endovaskuläre Chirurgie, Phlebologie
- Kliniken für Unfall-, Wiederherstellungs- und Handchirurgie
- Kliniken für Orthopädie und Orthopädische Chirurgie
- Klinik für Neurochirurgie
- Frauenkliniken
- Urologische Klinik
- Kliniken für Anaesthesiologie und Intensivmedizin, Notfallmedizin und Schmerztherapie
- Augenklinik
- Klinik für Dermatologie und Allergologie
- Klinik für Hals-Nasen-Ohrenheilkunde, Kopf- und Hals-Chirurgie, Plastische Operationen
- Radiologische Kliniken
- Kliniken für Psychiatrie und Psychotherapie
- Zentrum für Physikalische und Rehabilitative Medizin

### Institute
- Institut für Klinische Chemie und Labormedizin
- Institut für Pathologie „Georg Schmorl“
- Pharmazeutisches Zentrum

### Kompetenzzentren
- Adipositaszentrum
- Brustschmerzzentrum
- Brustzentrum Dresden
- Darmkrebszentrum
- Endoprothetikzentrum
- Gefäßzentrum
- Gynäkologisches Krebszentrum
- Hautkrebszentrum
- Kompetenzzentrum für Leberchirurgie
- Kompetenzzentrum für Pankreaschirurgie
- Kopf-Hals-Tumor-Zentrum
- Onkologisches Zentrum
- Osteoporosezentrum
- Perinatalzentrum
- Prostatakarzinomzentrum
- Referenzzentrum für chirurgische Koloproktologie
- Sozialpädiatrisches Zentrum
- Überregionales Traumazentrum DGU
- Vaskulitiszentrum
- Viszeralonkologisches Zentrum
- Zentrum für Erwachsene mit Behinderung
- Zentrum für Wirbelsäulentherapie

## Architektur und Kultur

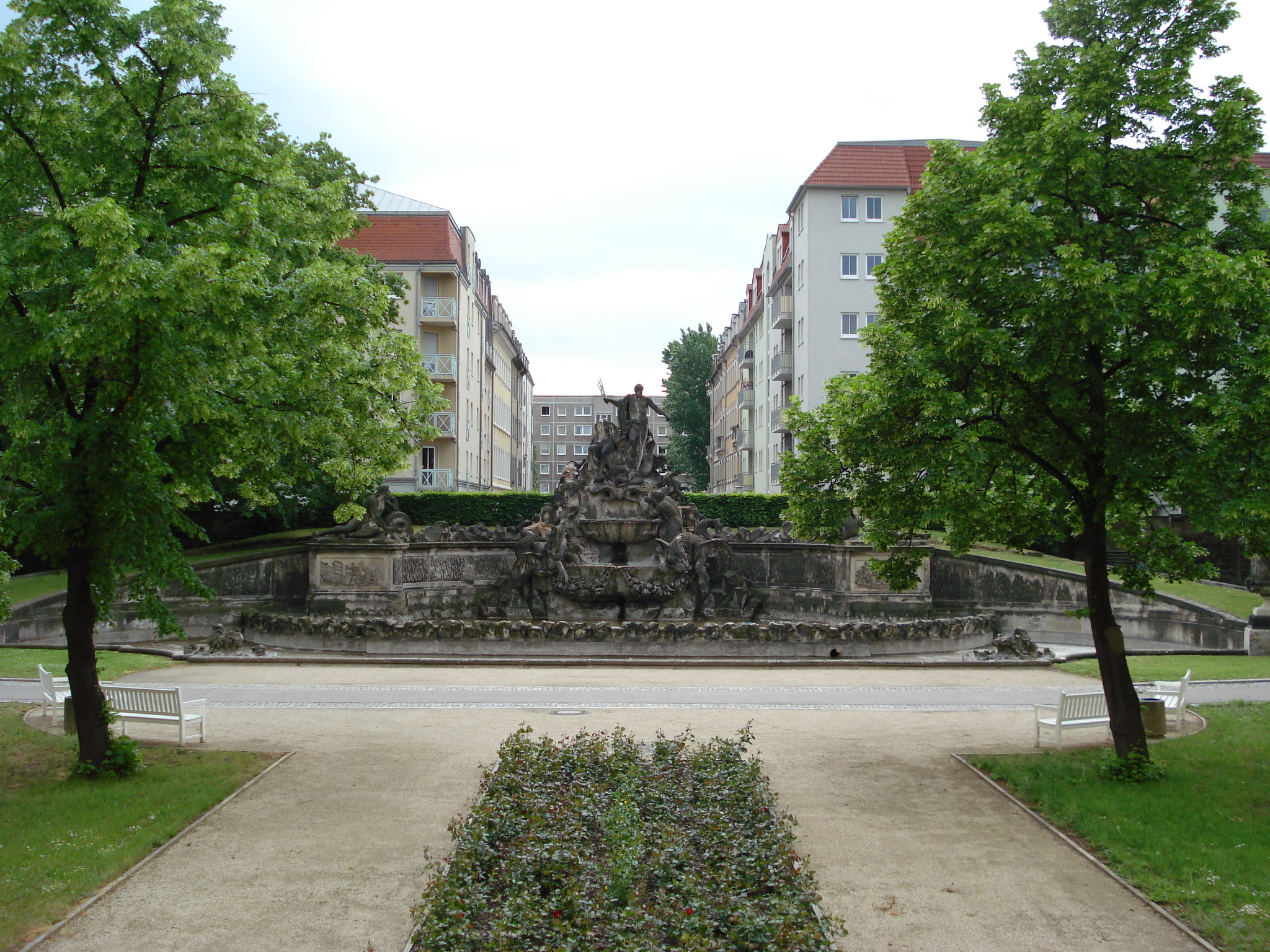
Neptunbrunnen

Ein „Haus der Stille“ steht seit dem 1. Dezember 2010 am Städtischen Klinikum als ein Ort der inneren Sammlung und Stärke im Klinikalltag offen. Im neobarocken Gewand findet sich im Mittelpunkt der „Raum der Stille“; um diesen herum sakrale und profane Funktionen wie die Seelsorge, Gesprächsräume, ein Garten der Stille und die Abschiednahme. 2012 zeichnete die Stadt Dresden dafür die Schubert Horst Architekten Partnerschaft mit dem Erlweinpreis aus.
Im historischen Marcolini-Palais erfolgen Ausstellungen Dresdner Künstler sowie Konzerte im barocken Festsaal. Im Dezember 2011 wurden im Palais zudem die neuen Räumlichkeiten für eine Patienten- und Mitarbeiterbibliothek eingeweiht, die sich an der Architektur des 19. Jahrhunderts orientieren.
Das Gebäude ist denkmalgeschützt und gehört wie der auf dem Gelände des Krankenhauses befindliche Neptunbrunnen zu den Kulturdenkmalen in der Friedrichstadt.